# إدوين نيومان
إدوين نيومان (بالإنجليزية: Edwin Newman)‏ هو صحفي وكاتب ومقدم تلفزيوني ومذيع أخبار أمريكي، ولد في 25 يناير 1919 في نيويورك في الولايات المتحدة، وتوفي في 13 أغسطس 2010 في أكسفورد في المملكة المتحدة.

## وصلات خارجية
- إدوين نيومان على موقع IMDb (الإنجليزية)
- إدوين نيومان على موقع إن إن دي بي (الإنجليزية)
- إدوين نيومان على موقع قاعدة بيانات الفيلم (الإنجليزية)